# Torrance Coombs

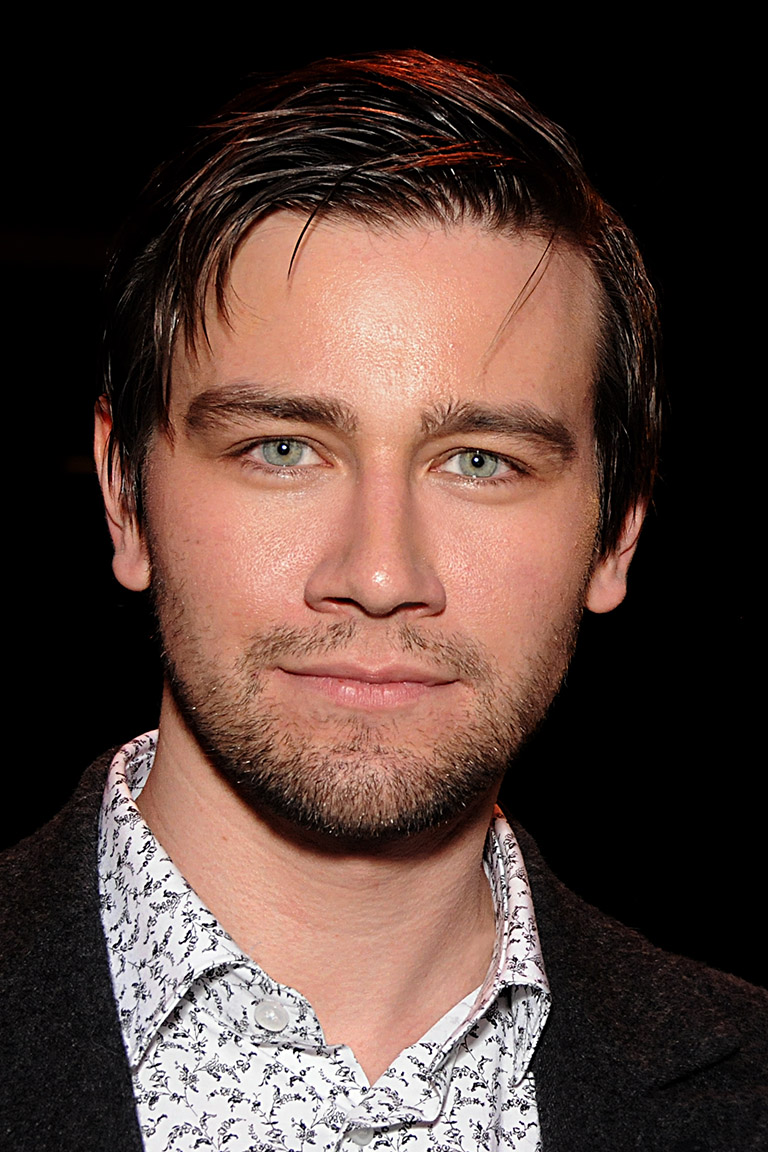
Torrance Coombs (2014)

Torrance Coombs (* 14. Juni 1983 in Vancouver, British Columbia) ist ein kanadischer Schauspieler.

## Werdegang
Torrance Coombs wuchs als jüngster von drei Brüdern in Vancouver heran. Bereits im Schulchor zeigte sich seine Leidenschaft für die Schauspielerei, da er hier die Rolle des Rum Tum Tugger im Musical Cats verkörperte. Später studierte er Schauspiel an der University of British Columbia.
Seine erste Filmrolle übernahm er 2005 im 15-minütigen Kurzfilm Judy’s Comeuppance; nur zwei Jahre später, 2007, stand er als Gastdarsteller in einer Episode der Fernsehserie Supernatural vor der Kamera. Es folgte 2008 eine Hauptrolle in der kurzlebigen Fernsehserie jPod bis er von 2009 bis 2010 die wichtige Nebenrolle des Thomas Culpeper in der international gefeierten Fernsehserie Die Tudors bekam.
Coombs blieb bis auf wenige Ausnahmen dem kanadischen Fernsehen treu. Nachdem er 2011 in 13 Episoden der Fernsehserie Endgame vor der Kamera gestanden hatte, war er von 2010 bis 2012 als Chase Powers in Heartland – Paradies für Pferde zu sehen.
Zwischen 2013 und 2017 zählte Coombs zum Ensemble der Fernsehserie Reign.

## Privates
Torrance Coombs war von 2016 bis 2019 mit dem US-amerikanischen Model Alyssa Campanella verheiratet.

## Filmografie (Auswahl)
- 2005: Supernatural (Fernsehserie, Folge 2x18 Hollywood Babylon)
- 2009–2010: Die Tudors (The Tudors, Fernsehserie, 8 Folgen)
- 2010–2012: Heartland – Paradies für Pferde (Heartland, Fernsehserie, 10 Folgen)
- 2011: Endgame (Fernsehserie, 13 Folgen)
- 2011: Haven (Fernsehserie, Folge 2x12 Offene Rechnungen)
- 2011: Killer Mountain (Fernsehfilm)
- 2011: Stay with me (Fernsehfilm)
- 2011: Afghan Luke
- 2013: Liars All
- 2013–2017: Reign (Fernsehserie)
- 2015: Eadweard
- 2016: The Last Heist (Actionfilm)
- 2018: The Originals (Fernsehserie)
- 2018: Royally Ever After – Ich heirate einen Prinzen! (Royally Ever After, Fernsehfilm)
- 2021: Viel Lärm um Weihnachten (Much Ado About Christmas, Fernsehfilm)